# Pseudophilautus poppiae
Espèce
Synonymes
- Philautus poppiae Meegaskumbura & Manamendra-Arachchi, 2005

Statut de conservation UICN

 EN B1ab(iii)+2ab(iii) : En danger
Pseudophilautus poppiae est une espèce d'amphibiens de la famille des Rhacophoridae.

## Répartition
Cette espèce est endémique du Sri Lanka. Elle se rencontre dans les monts Rakwana entre 1 060 et 1 270 m d'altitude,.

## Description
Pseudophilautus poppiae mesure de 21 à 25 mm pour les mâles et environ 26,0 mm pour les femelles. Son dos est vert brillant avec des taches noires et, pour certains individus, des taches rouges ou jaunes. Ses flancs sont jaunes et son aine brun jaunâtre. Son ventre est jaune pâle.

## Étymologie
Son nom d'espèce, poppiae, lui a été donné en référence à Poppy Valentina Meyer, née le 27 novembre 2003, en l'honneur de ses parents, George A. Meyer (né en Pennsylvanie en 1956) et Maria Semple (née en Californie en 1964), pour leur soutien au projet Global Amphibian Assessment et leur engagement dans la préservation des amphibiens.

## Publication originale
- Meegaskumbura & Manamendra-Arachchi, 2005 : Description of eight new species of shrub-frogs (Ranidae : Rhacophorinae : Philautus) from Sri Lanka. The Raffles Bulletin of Zoology, Supplement Series, no 12, p. 305-308 (texte intégral).